# Атения

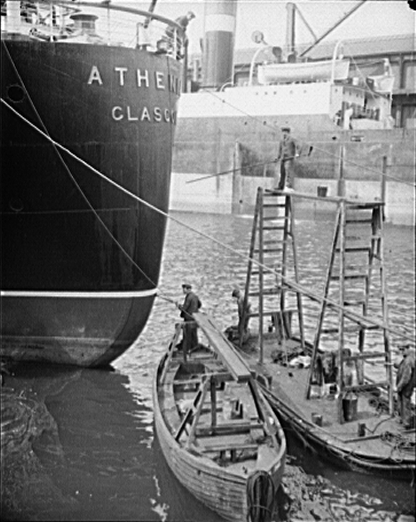
Рабочие красят ахтерштевень «Атении», лето 1937 года

«Атения» (англ. S.S. Athenia) — британский пассажирский лайнер. 3 сентября 1939 года, всего через несколько часов после объявления правительством Соединённого Королевства войны Германии, подводная лодка U-30 под командованием оберлейтенанта Фрица-Юлиуса Лемпа потопила «Атению», приняв её по ошибке за вспомогательный крейсер. «Атения» стала первым судном, потопленным немецкими подводными лодками во Второй мировой войне.

## Строительство
Была построена компанией Fairfield Shipbuilding and Engineering Company, Ltd. Её закладка состоялась на верфях компании в Говане, (Шотландия) в 1923 году. Заказчиком выступила компания Anchor-Donaldson Ltd., предназначавшая лайнер для трансатлантических маршрутов между метрополией и Канадой. Большую часть своей карьеры «Атения» курсировала между Глазго или Ливерпулем, и Квебеком и Монреалем. Во время зимы она действовала как круизный лайнер. После 1935 года перешла в собственность компании Donaldson Atlantic Line Ltd.
Тоннаж «Атении» составлял 13 465 брт, в длину она достигала 160,4 метра, ширина её составляла 20,2 метра. Силуэт двухмачтовой и однотрубной «Атении» был типичен для лайнеров такого класса, построенных в период между двумя мировыми войнами. Лайнер мог перевозить 516 пассажиров в стандартных каютах, и дополнительно 1000 в третьем классе. Два винта с приводом от паровых турбин позволяли развивать скорость до 15 узлов.

## Последний рейс
1 сентября 1939 года «Атения» под командованием капитана Джеймса Кука вышла из Глазго, направившись в Ливерпуль, для того, чтобы забрать дополнительных пассажиров и грузы. 3 сентября 1939 года «Атения» вышла из Ливерпуля, уже после этого на её борту было получено сообщение о вступлении Великобритании в войну. U-30 встретила лайнер в 250 милях к северо-западу от ирландского острова Иништрэхалл и в 19:39 выпустила две торпеды без предупреждения. В 19:45 по центральноевропейскому времени обе торпеды попали в цель.
Различные суда, включая британский эсминец «Электра», американский танкер «Сити оф Флинт», и другие направились к месту атаки. Капитан «Электры» лейтенант-коммандер Сэмми А. Басс, старший из офицеров, принял на себя командование операцией. 

## Последствия инцидента
При затоплении судна погибли 117 пассажиров и членов экипажа. Атака на гражданское судно была признана военным преступлением, которое нарушало статью 22 Лондонского морского договора 1930 года, запрещавшую военным кораблям и подводным лодкам топить торговые суда, не эвакуировав предварительно пассажиров, членов экипажа и судовые документы (в том числе судовой журнал) в безопасное место. Также игнорировались положения Лондонского морского договора 1936 года, не только запрещавшие подобные действия, но и гарантировавшие безопасность мирного судоходства.
Потопление «Атении» вызвало крайнюю обеспокоенность, как в Верховном командовании ВМФ Германии (Oberkommando der Kriegsmarine), так и лично у Гитлера, поскольку прослеживались определённые параллели с потоплением в Первую мировую войну «Лузитании». Тревога усиливалась тем, что до возвращения U-30 в порт 27 сентября, об истинном виновнике инцидента можно было только догадываться.
Среди погибших было 28 граждан США, и Германия боялась, что Америка объявит ей войну. Германия отрицала все обвинения в потоплении лайнера до 1946 года. Вследствие этого немецкая газета Völkischer Beobachter публично обвинила в гибели «Атении» Уинстона Черчилля, который якобы заложил бомбу на судно, рассчитывая, что в случае гибели лайнера американцы публично обвинят немцев в преступлении и объявят войну. Как позже выяснилось, гросс-адмирал Эрих Редер доложил Гитлеру о потоплении британского судна, и редакция газеты приняла решение опубликовать обвинения в адрес британцев, а подробности дела было решено засекретить. Также в день крушения Редер издал меморандум, направленный в министерство иностранных дел Германии, в котором фактически разрешал немецким подлодкам топить любые вражеские и нейтральные суда, при этом признав, что этим операциям не будет никакого юридического оправдания с точки зрения международного права и морского законодательства; от Деница он скрыл эту информацию.
На судебном процессе в Нюрнберге офицер U-30 Адольф Швидт заявил, что командир подлодки взял со всех членов экипажа клятву молчать о событиях 3 сентября, и даже приказал вырвать из судового журнала страницу, на которой сообщалось о торпедировании «Атении», заменив её другой. Гросс-адмирал Карл Дёниц подтвердил не только подлинность этих действий, а также дал следующие показания по данному делу:

«Я встретил капитана подводной лодки U-30 обер-лейтенанта Лемпа возле шлюза в Вильгельмхафене, когда лодка входила в гавань, и он попросил побеседовать со мной с глазу на глаз. Выглядел он, как я заметил, очень несчастным и сразу признался мне, что, по его мнению, именно он ответственен за потопление „Атении“ в районе Северного Ла-Манша. В соответствии с моими предыдущими указаниями он вел наблюдение за возможным проходом вооруженных торговых судов на подступах к Британским островам и торпедировал корабль, в котором по последовавшим затем радиосообщениям опознал „Атению“. Ему показалось, что это вооруженное торговое судно ведет патрулирование…
Я тут же отправил Лемпа самолетом в штаб военно-морских сил в Берлин; между тем в качестве предварительной меры приказал держать все в полной тайне. В тот же день или рано утром на следующий я получил приказ, гласивший:
1.Дело должно быть сохранено в строжайшей тайне.
2.Высшее командование военно-морских сил считает, что нет необходимости судить командира лодки военным судом, поскольку оно удовлетворено тем, что капитан в своих действиях руководствовался лучшими намерениями.
3.Политические объяснения будут подготовлены главным командованием военно-морских сил…»

## Останки
В начале октября 2017 года поступило сообщение об обнаружении останков судна вблизи скалы Роколл у побережья Ирландии, на глубине 200 м. Останки обнаружил американский океанолог Дэвид Мирнс, специализирующийся на поиске затонувших судов.